# Deor
Deor (o "El lamento de Deor") es un poema en inglés antiguo escrito en el folio 100r–100v de la colección del Libro de Exeter de fines del siglo X. El poema consiste del lamento del scop (poeta) Deor, quién da su nombre al poema, el cual carecía de un título formal; los eruditos modernos no creen que Deor sea el autor de este poema.
En el poema, el señor de Deor lo ha reemplazado. Deor menciona varias figuras de la mitología germánica y reconcilia sus problemas con las dificultades que estos personajes enfrentaron, finalizando cada sección con el refrán "eso ya se olvidó, de la misma forma que esto se olvidará." El poema de Deor comienza con las dificultades y contratiempos de un personaje llamado Weland. El poema consiste de 42 líneas aliteradas.

## Historia

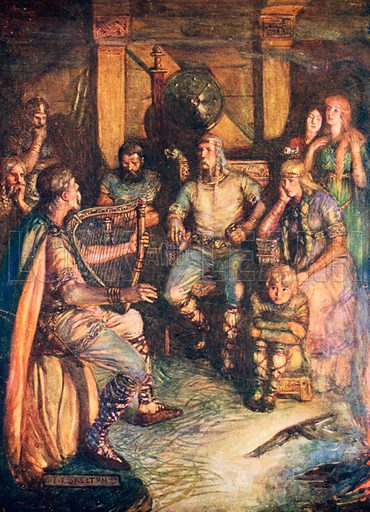
Un scop recita poesía con acompañamiento de arpa

El poema "Deor" es un lamento de su autor por su exilio de su vida de lujo, respeto y popularidad. Compara su situación actual con la situación de importantes figuras del folclore anglosajón. Entre las miserias y los tristes destinos por los que atraviesa Deor se encuentran los de Teodorico el Grande, Ermanárico de los godos, el herrero mitológico Wayland y la esposa de Wayland, Beadohilde (la hija del captor de Wayland; él la sedujo y se encuentra embarazada). Geat y Maethild son figuras más oscuras, pero se ha propuesto que su historia es la misma que se cuenta en la balada medieval escandinava relativamente reciente conocida como El poder del arpa; se conocen variantes de esta balada folclórica de todas las naciones escandinavas, y en algunas de estas variantes los nombres de los protagonistas son Gauti y Magnhild.
Cada uno sufrió un destino inmerecido, y en cada caso "luego se olvidó, como ocurrirá con esto". Pero este estribillo puede apuntar a dos afirmaciones muy diferentes: primero, que el remedio surgió, de una forma u otra, en cada situación, o, alternativamente, que el flujo continuo del tiempo (un tema anglosajón favorito) borra todo dolor (aunque no necesariamente curar todas las heridas).
Sólo en la última estrofa aprendemos a qué se refiere "esto": el propio dolor del poeta por haber perdido su posición de privilegio. Al final del poema, Deor revela que una vez fue un gran poeta entre los Heodenings, hasta que fue desplazado por Heorrenda, un poeta más hábil y enviado a vagar. Según la mitología nórdica, los Heodenings ( Hjaðningar) estuvieron involucrados en la interminable "batalla de los Heodenings", el Hjaðningavíg. Heorrenda (Hjarrandi) era uno de los nombres del dios Odin.